# Chrysoctonus
Chrysoctonus is een geslacht van vliesvleugeligen uit de familie Mymaridae. De wetenschappelijke naam van dit geslacht is voor het eerst geldig gepubliceerd in 1966 door Mathot.

## Soorten
Het geslacht Chrysoctonus is monotypisch en omvat slechts de volgende soort:
- Chrysoctonus apterus Mathot, 1966